# Société militaire privée
Une société militaire privée (SMP), également appelée entreprise militaire et de sécurité privée (EMSP) ou encore entreprise de services de sécurité et de défense (ESSD) et en anglais private military company (PMC), est une société fournissant des services dans le domaine de la sécurité et de la défense à des gouvernements, organisations internationales, ONG ou entreprises privées.
Le terme de contractor désigne, dans le monde anglophone, les employés de ces firmes, en raison de l'engagement qui les lie par contrat de sous-traitance.
La distinction avec le mercenariat est floue et dépend de la juridiction des pays.
Le poids des SMP/ESSD (surtout anglo-saxonnes) a été croissant depuis les années 1990, en lien avec les conflits afghans et irakiens et du fait de menaces émergentes tels le terrorisme islamiste et la piraterie moderne. Toutefois, l'essor en fut surtout favorisé par une logique néolibérale anglo-saxonne, par contraste avec des doctrines nationales considérant le domaine de la Défense comme régalien ; en France, les sociétés militaires privées ont mis plus de temps à arriver.
Certaines SMP anglo-saxonnes ont vu leur rôle controversé, notamment depuis 2007, en raison de scandales les impliquant.

## Activités

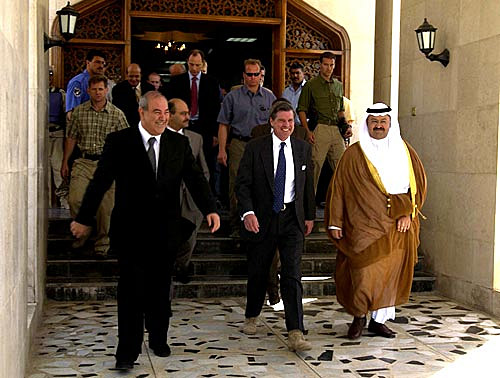
Contractors protégeant Paul Bremer pendant son départ d'Irak après le transfert de souveraineté le 28 juin 2004.

Une SMP (aussi communément appelée en France ESSD) propose des prestations de sécurité « opérationnelle » que les acteurs classiques du gardiennage ne proposent pas. Les prestations des ESSD arrivent en complément des prestations régaliennes et se chargent de tâches non combattantes telles que la logistique, la formation, l'entretien des matériels.

### Formation

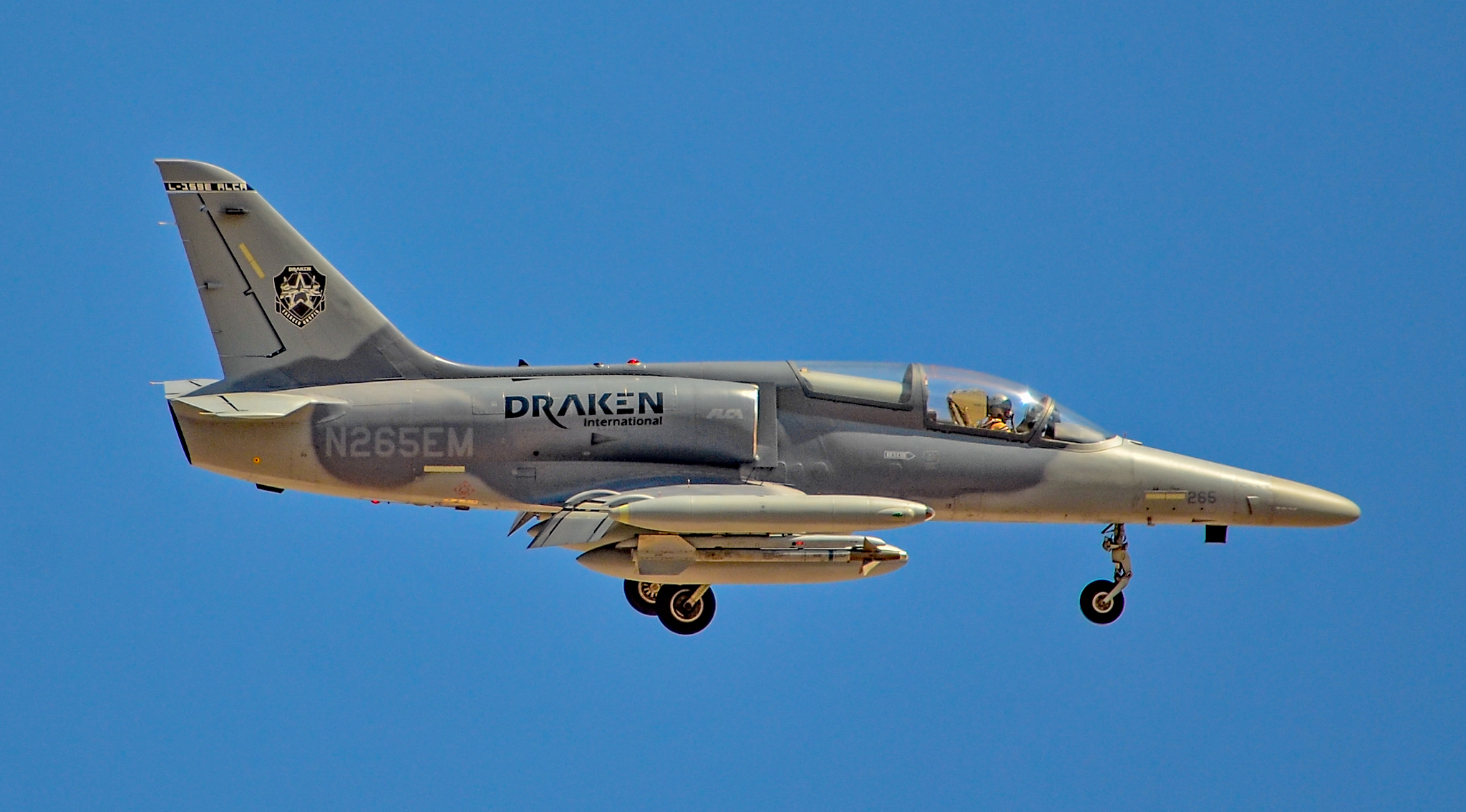
Un Aero L-159 Alca de la société Draken International en 2017.

Les ESSD proposent la formation des forces armées (maintien de la paix, forces spéciales, déminage, cours pour les officiers subalternes ou supérieurs), des forces de sécurité (police, gendarmerie, forces d'intervention d'agents spécialisés), ou encore de maître-chiens. Mais des programmes de drones, de contrôle des frontières, des zones maritimes et des flux migratoires ou des trafics peuvent aussi être mis en œuvre par des ESSD.
Des états en transition institutionnelle, comme l'Afghanistan, les contractent pour la formation de leurs services régaliens en raison de leur professionnalisme. Les Anglo-Saxons, notamment les Américains, disposent des plus grosses ESSD. Aujourd'hui, Constellis Group regroupe Triple Canopy, Olive Group et Academi (ex-Blackwater / XE). Gardaworld vient de[Quand ?] racheter la société Aegis Defence Services fondée par l'ex-colonel britannique Tim Spicer.
Au niveau aérien, plusieurs entreprises utilisent des anciens avions de combat pour la formation et l'entraînement des forces aériennes.

### Logistique

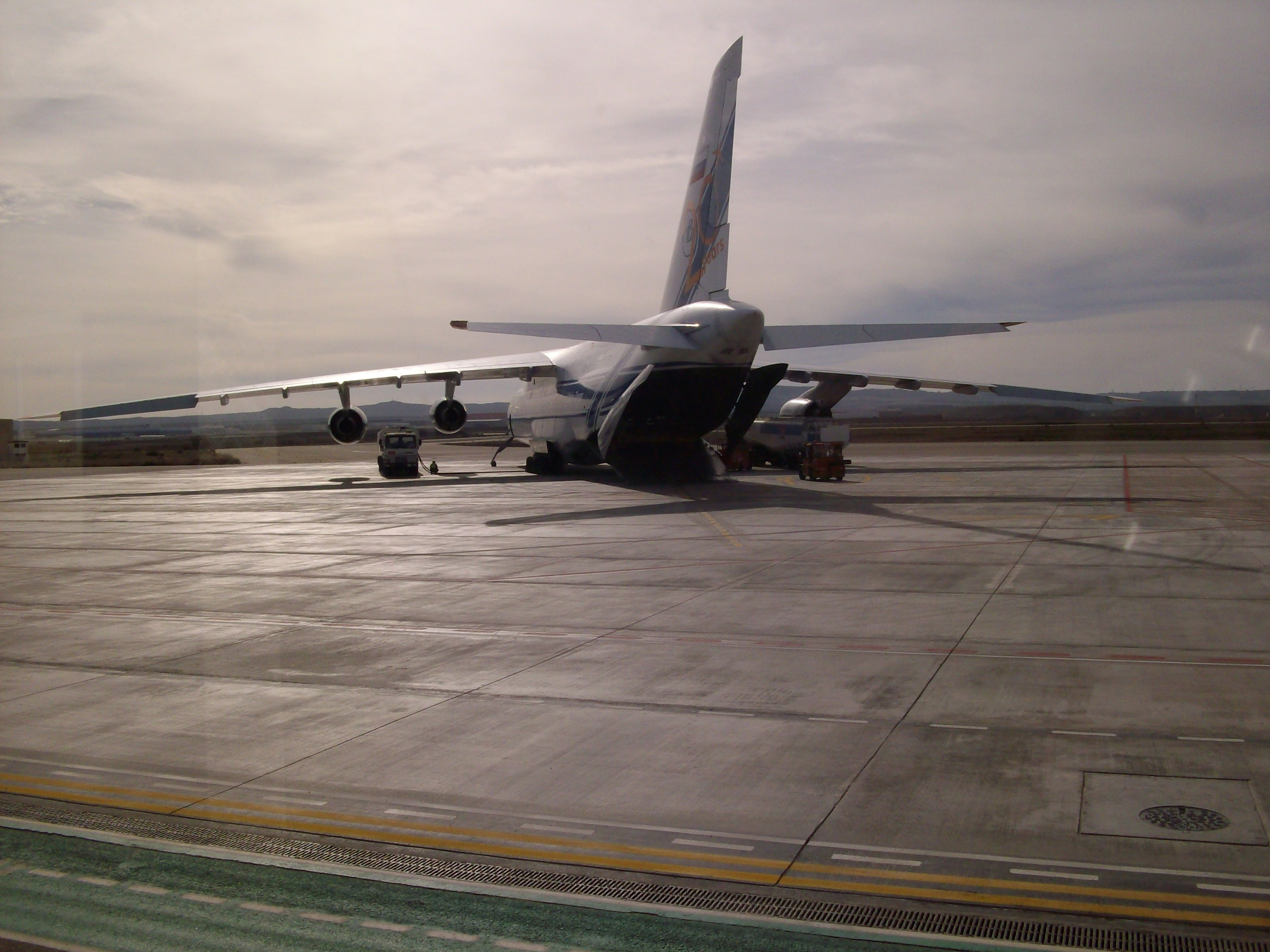
Un Antonov An-124 de la société russe Volga-Dnepr Airlines utilisé pour le convoyage de matériel militaire français le 29 janvier 2013 au déclenchement de l'opération Serval.

Les sociétés militaires privées sont majoritairement contractées pour des services de logistique ; ces services comprennent principalement la construction d'installations, le ravitaillement en vivres et matériel ainsi que l'entretien des matériels.
De nombreuses sociétés de transport aérien sont utilisées de par le monde par les diverses armées et organisations internationales pour leurs opérations militaires. Ainsi, pour l'opération Barkhane, un tiers du tonnage et du personnel transportés par air au premier semestre 2017 pour les Forces armées françaises l'était par des entreprises privées.
Blackwater la plus grande entreprise de mercenariat a été fondée par des ex-pilotes de l'armée américaine.
Les Forces armées des États-Unis externalisent leur logistique à la Garde nationale, mais aussi à Kellogg, Brown and Root (KBR).
KBR est une filiale du groupe pétrolier Halliburton, proche des politiques de Washington, Dick Cheney fut le vice-président de George W. Bush, mais également président d’Halliburton. KBR est presque la seule société chargée de la construction des camps américains dans le monde, comme le camp Guantánamo à Cuba ou Bondstell au Kosovo ainsi que le camp Anaconda à Bagdad en Irak. KBR assure aussi toute la logistique nécessaire comme la restauration ou la blanchisserie.
Les employés de ces sociétés sont à distinguer des contractors, car ils n’ont aucune activité militaire bien qu’ils en vivent.

### Sécurité

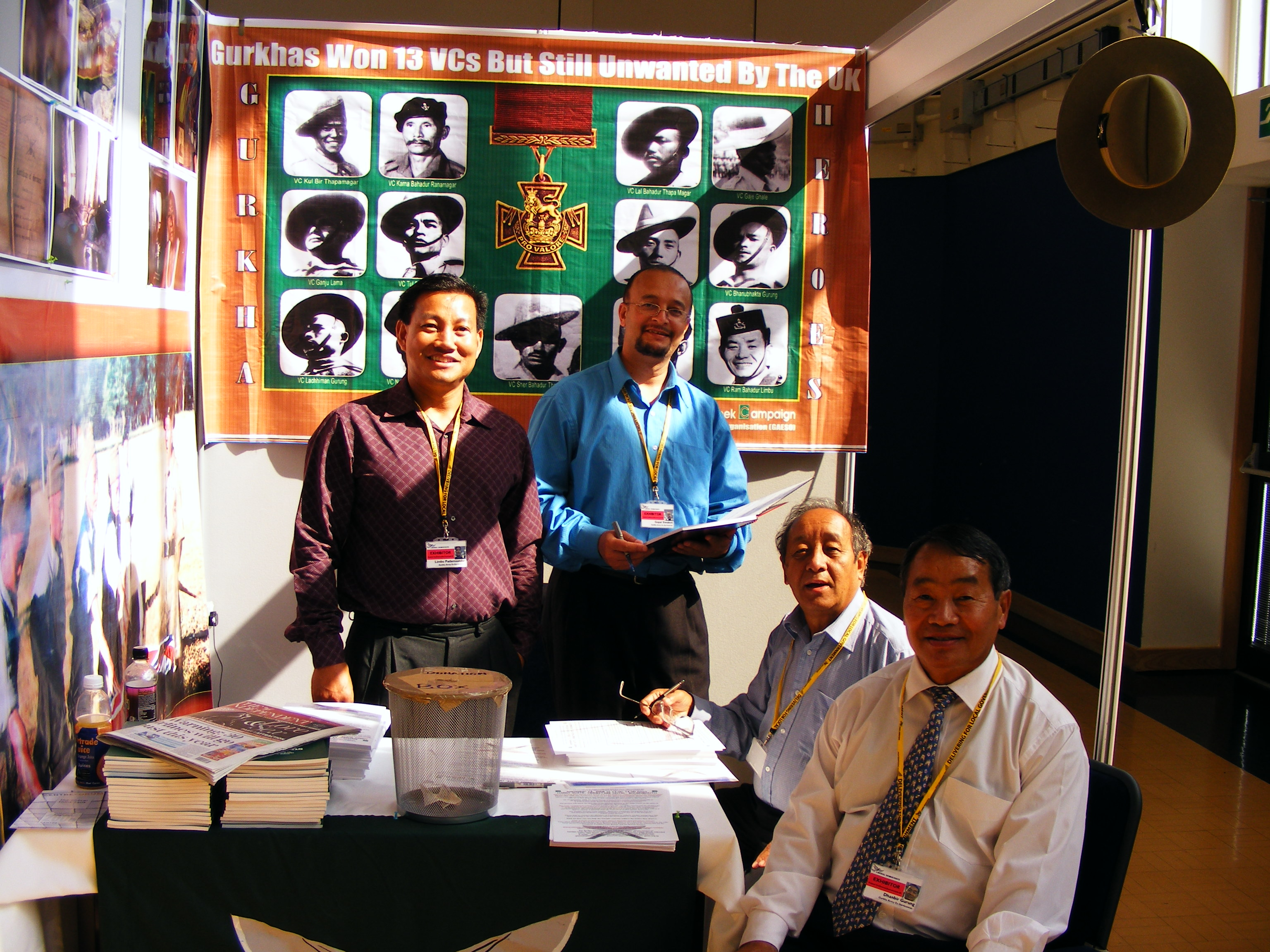
Gurkhas démobilisés, lors d'une campagne pour leurs droits en 2008 au Royaume-Uni.

Cœur de leurs activités, bien que ne représentant qu'un faible pourcentage des effectifs employés, les SMP sont spécialisées dans la surveillance d'installations et la protection rapprochée (fournissant notamment du PSD ou Personal Security Detail (en), « détachement de sécurité personnelle »), au profit d'états ou de sociétés privées, principalement minières et pétrolières. Le Royaume-Uni délègue systématiquement à des SMP la sécurité de ses ambassades, consulats et autres bâtiments dans les pays à risque ; jusqu'en 2009, l'ambassade des États-Unis à Bagdad était protégée par la SMP Xe.
Démobilisés, les anciens Gurkhas sont recrutés depuis l'Inde ou le Népal par les sociétés de sécurité privées,, pour assurer la protection rapprochée du personnel et des ressortissants des ambassades de la zone verte à Kaboul jusqu'au retrait des occidentaux lors de la prise de pouvoir des talibans en août 2021. Vingt-quatre Gurkhas « contractors » indiens sont exfiltrés dans le cadre de l'opération Apagan pour ce qui concerne l'ambassade de France,,,,.

### Conseil et assistance tactique
Les SMP vendent des prestations de conception de simulations de conflit (Wargame), ainsi que l'assistance de conseillers tactiques. Elles peuvent également, à la demande de gouvernements, prendre part aux combats, souvent en assistance des forces du contractant ; c'est notamment pour cela qu'elles sont assimilées, par une partie de l'opinion publique, à une forme de mercenariat.

### Renseignement
La privatisation de ce secteur hautement stratégique révèle l’externalisation sans commune mesure à laquelle se sont livrées les différentes administrations américaines.
L’exemple de la société Abraxas est représentatif de la privatisation sans commune mesure et des liens qui unissent les SMP et les administrations de Défense. En effet, cette société a vu le jour en 1999 sous l’impulsion d’anciens membres de la CIA. Ces liens vont lui permettre d’obtenir des contrats de la plus haute importance. Abraxas a ainsi pour charge de créer les couvertures pour les agents clandestins de la CIA à travers le montage de société écrans, c'est-à-dire le programme NOC pour Non Official Cover. Si le renseignement est considéré assez souvent comme un domaine régalien, les agents clandestins en sont la partie la plus sensible. La société Abraxas dégage des bénéfices tellement importants qu’elle mène une politique de recrutement très agressive basée sur des salaires attractifs en direction des salariés de la CIA. Le directeur de la CIA de 2004 à 2006, Porter Goss, sera même contraint de publier une circulaire demandant aux SMP d’arrêter de recruter à la cafétéria de la CIA.
Le Washington Post à travers son projet Top-Secret America a permis de collecter de nombreuses informations sur la restructuration du renseignement américain après le 11 Septembre. Plus de 1 000 sociétés privées travaillent sous contrat avec la communauté du renseignement bien que seulement 110 d’entre elles détiennent 90 % du marché. 30 % du personnel accrédité Secret-Défense, pouvant donc avoir accès à des documents ou des informations confidentiels, est employé par de sociétés privées. Le recrutement de ces membres habilités à travailler avec des bureaux comme la CIA et le Pentagone est devenu un véritable argument commercial, obtenir cette accréditation nécessite au minimum 2 années d’enquête administrative au préalable. La société Booz Allen Hamilton a ainsi « plus de 10 000 employés accrédités, dont 1 000 top secret ».

### Exemple
Au 4e trimestre de 2010, dans la zone de responsabilités du United States Central Command couvrant l'Asie de l'Ouest, le département de la Défense des États-Unis emploie 194 405 civils dont 176 340 employés travaillant pour des entreprises civiles sous contrat avec lui (sous-traitants).
70 599 employés civils d'agences privées étaient déployés en Afghanistan soit 0,68 c pour 1 militaire américain basé dans ce pays ; selon le New York Times, la proportion d'employés d'agences de sécurité privée en Afghanistan a continué à augmenter, dépassant celle des militaires en 2011, avec 113 000 mercenaires contre 90 000 soldats, et un nombre plus élevé de morts (430 contre 418).
74 106 employés civils d'agences privées étaient déployés en Irak soit 1 mercenaire pour 1,12 militaire américain basé dans ce pays.
31 635 employés civils d'agences privées étaient déployés dans le reste de la zone de responsabilités.
Parmi ces 194 405 civils, on trouvait :
- 53 524 citoyens des États-Unis
- 49 306 citoyens du pays d'accueil (host country)
- 73 510 ressortissants étrangers (TCN ou Third Country Nationals)

Le ratio soldat/mercenaire était de 1 pour 1,12 en Irak (du fait du retrait US en cours) et de 1 pour 0,68 en Afghanistan.
Les personnels des PSC (private security companies) qui travaillent pour la Défense sont :
- en Afghanistan : 18 869 dont 197 citoyens US, 858 TCN, 17 814 Afghans ;
- en Irak : 11 628 dont 1 017 citoyens US, 9 713 TCN et 898 Irakiens[20].

## Histoire
Une des premières sociétés privées d’intervention fut Executive Outcomes en Afrique du Sud, qui s’est scindée en plusieurs organisations à la fin des années 1990. Au Royaume-Uni, la plus connue est Sandline International qui offrait dès les années 1990 une large gamme de services allant de l’entraînement de troupes au maintien ou à la restauration de la sécurité. Leur poids croissant laisse à penser qu'elles vont devenir des acteurs stratégiques à part entière dans les grands conflits contemporains, pouvant orienter les décisions militaires et poursuivre quelquefois des objectifs différents de ceux des États.

### Royaume-Uni
Plusieurs entreprises de mercenariat existent au Royaume-Uni ; la plus importante étant Keenie Meenie Services (KMS). Les recrues sont généralement d'anciens membres des Forces spéciales (SAS). Les entreprises de mercenariat sont principalement sollicitées afin d'intervenir dans des conflits dans lesquels le gouvernement, pour des raisons diplomatiques ou pour ne pas froisser l'opinion publique, préfère ne pas s'impliquer directement. Ces mercenaires ont ainsi été engagés dans la guerre civile angolaise afin de soutenir les rebelles de l'UNITA contre le gouvernement communiste ; dans la guerre du Dhofar, afin de soutenir la monarchie omanaise contre une rébellion communiste ; au Nicaragua, afin de soutenir des factions rebelles contre le gouvernement sandiniste ; ou encore dans la guerre civile du Sri Lanka, afin de soutenir le gouvernement contre les rebelles tamouls.
En 1976, à la suite de l'indignation suscitée par l'exécution de plusieurs mercenaires britanniques sur ordre de leur propre commandant en Angola, le gouvernement a envisagé d'interdire ces entreprises. Une note du ministère des Affaires étrangères a en outre souligné que « les mercenaires sont considérés, en Afrique en particulier, en termes émotionnels, comme une manifestation de l'ingérence continue des colonialistes blancs dans des affaires qui ne les concernent plus. » Au Sri Lanka, les mercenaires furent responsables d'exactions contre la population civile tamoule. Le gouvernement n'a toutefois jamais légiféré contre ces sociétés. Au contraire, les autorités britanniques ont résisté aux pressions d'associations de défense des droits de l'Homme et n'ont fait qu'approuver avec réticence les efforts internationaux à l'ONU. Le Royaume-Uni n'est pas signataire de la Convention internationale contre le recrutement, l'utilisation, le financement et l'instruction de mercenaires.

### Afrique de l'Ouest
Le gouvernement de Sierra Leone a fait appel durant la guerre civile en 1995, entre autres, à la société sud-africaine Executive Outcomes. Elle était déjà présente là-bas avant 1995, pour le compte de concessions diamantifères dont elle assurait la sécurité. Après que les États-Unis ont offert une prime de deux millions de dollars pour l'arrestation de l’ancien président du Liberia, Charles Ghankay Taylor, afin de le traduire devant un tribunal du Sierra Leone, la SMP britannique Northbridge Services a tenté de remplir cette mission et lancé un appel pour trouver des volontaires. Le pays d'accueil de l'ancien dirigeant, le Nigeria, a accueilli avec réticence cette nouvelle.

### Guerre en ex-Yougoslavie
La société militaire privée américaine MPRI, dotée de 350 employés et d'un potentiel militaire de 7 000 hommes, est intervenue en ex-Yougoslavie durant la guerre d'indépendance croate, dans le cadre de la politique étrangère américaine. À partir 1994, elle a formé et équipé le Forces armées de la république de Croatie. Le conseil tactique et stratégique fourni par MPRI a participé au succès de l’offensive croate nommé Opération Tempête en Krajina, en renversant de manière décisive le rapport de forces.

### Lutte contre le trafic de stupéfiants
DynCorp y a été engagé par l'agence américaine de lutte anti-drogue (DEA), afin de procéder à la destruction de champs de coca,.

### Guerre en Afghanistan et en Irak
À la suite de la guerre d'Afghanistan de 2001, de nombreuses SMP ont été embauchées pour exercer des activités en Afghanistan. On peut citer la société britannique Saladin, sous contrat avec le gouvernement canadien et qui entretient 2 000 hommes sur place, ou bien la société américaine DynCorp qui assure la protection du président afghan Hamid Karzai. Selon le service de recherche du Congrès américain, 130 000 contractors étaient présents dans le pays fin 2009.

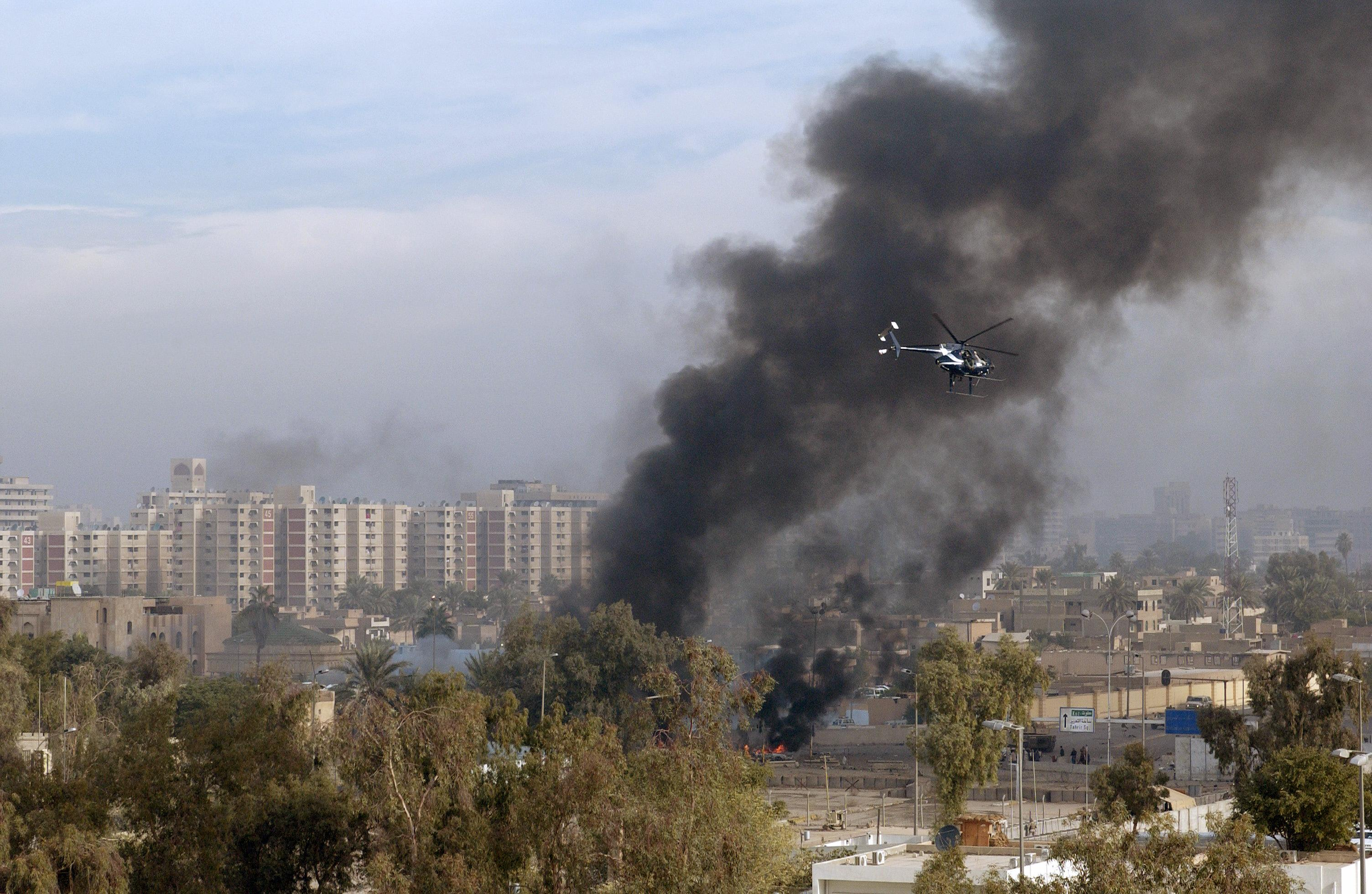
Hélicoptère MD-530F de la SMP Xe survolant Bagdad, en 2004.

L'externalisation de certaines activités a été généralisée par le département de la Défense des États-Unis en Irak depuis la guerre de 2003. En 2006, 100 000 contractors travaillaient sur le théâtre irakien ; 1 500 personnes y sont employés par DynCorp dont 700 pour l'entraînement de la police irakienne et plus de 1 000 par Xe (anciennement BlackWater). Fin 2007, leur nombre a dépassé les 137 000 dans ce pays, dont 7 300 agents de sécurité.
The New-York Times a ainsi révélé le 19 aout 2009 que la CIA avait passé contrat en 2004 avec des agents de la SMP Blackwater afin de traquer et éliminer des responsables d'Al-Qaïda,, mais aussi pour mener des raids conjoints avec des agents contre des insurgés irakiens et afghans.

### Ouragan Katrina
En 2005, plusieurs de ces sociétés ont aidé le génie militaire pour les secours après le passage de l'ouragan Katrina sur La Nouvelle-Orléans. La Louisiane a eu recours à Blackwater pour empêcher les pillages dans les zones évacuées.

### Piraterie autour de la Corne de l'Afrique
Des SMP, comme Xe, ont proposé leurs services contre la piraterie. La communauté internationale a déjà déployé sur zone une force opérationnelle navale pour repousser les pirates : la Combined Task Force 150. L'Union européenne n'est pas en reste avec l'opération Atalante qui vient d'être renouvelée tout comme l'OTAN présente dans la région via l'initiative « Ocean Shield ».

### Ukraine/Syrie
La fédération de Russie interdit officiellement les SMP mais a mis sur pied le Groupe Wagner qui est une force mercenaire comptant plusieurs milliers d'employés agissant au Donbass et étant au combat en Syrie. En février 2018, le groupe Wagner est la cible de bombardements américains et subit des pertes importantes — plusieurs dizaines ou plusieurs centaines de tués ou de blessés — lors de la bataille de Khoucham. D'autres sociétés militaires privées sont actives dans l'un ou l'autre de ces conflits, comme Patriot, E.N.O.T. Corp. ou le Groupe Convoy. Le groupe Gazprom possède également ses sociétés de sécurité privées. 
Au moins 37 sociétés militaires privées seraient actives en Russie, environ 20 prenant part aux opérations de combat. Elles totalisent 50 000 hommes.

### Mozambique
À partir d'au moins 2019, le gouvernement mozambicain fait appel à des SMP russes puis sud-africaines dont Paramount Group pour lutter contre des mouvements islamistes affiliés à Daesh et protéger des exploitations pétrolières dans la région de Cabo Delgado dans le nord du pays,.

## Développement du secteur

### Poids économique
En 2006, l'ensemble des sociétés militaires privées ont un chiffre d'affaires annuel de cent milliards de dollars par an dont cinquante-deux milliards de dollars aux États-Unis. Le département de la Défense des États-Unis (DoD) prévoyait de privatiser d'ici à 2006, 237 000 postes dans la logistique et le soutien[réf. nécessaire]. On estime à 180 000 les effectifs des SMP, dont 30 000 et 48 000 dans des emplois de sécurité.
Après les attentats du 11 septembre 2001, qui ont été suivis de la guerre d'Afghanistan et, en 2003, de la guerre d'Irak, la proportion d'agents contractuels privés travaillant pour le Pentagone s'est élevée à 39 % (elle était de 26 % avant le 11 septembre). Le secrétaire à la Défense de l'administration Obama, Robert Gates, a annoncé en avril 2009 vouloir réduire ce nombre de contractuels, remplacés par des fonctionnaires. Cela affecterait des sociétés militaires privées telles que CACI et SAIC, ou les entreprises d'armement Lockheed Martin et General Dynamics. Près de 7,5 % des emplois à Washington (soit 291 000 personnes) sont liés à des contrats avec le département de la Défense.

### Définitions internationales

#### Définition de Genève
La définition de Genève définit un mercenaire en tant que :
« 
Article 47 - Mercenaires
1. Un mercenaire n'a pas droit au statut de combattant ou de prisonnier de guerre.
2. Le terme « mercenaire » s'entend de toute personne :
a) qui est spécialement recrutée dans le pays ou à l'étranger pour combattre dans un conflit armé ;
b) qui en fait prend une part directe aux hostilités ;
c) qui prend part aux hostilités essentiellement en vue d'obtenir un avantage personnel et à laquelle est effectivement promise, par une Partie au conflit ou en son nom, une rémunération matérielle nettement supérieure à celle qui est promise ou payée à des combattants ayant un rang et une fonction analogues dans les forces armées de cette Partie ;
d) qui n'est ni ressortissant d'une Partie au conflit, ni résident du territoire contrôlé par une Partie au conflit ;
e) qui n'est pas membre des forces armées d'une Partie au conflit ; et
f) qui n'a pas été envoyée par un État autre qu'une Partie au conflit en mission officielle en tant que membre des forces armées dudit État. »
Cependant, la convention déclare qu'il faut que l'ensemble des conditions soient réunies pour constituer un mercenaire.

#### Document de Montreux

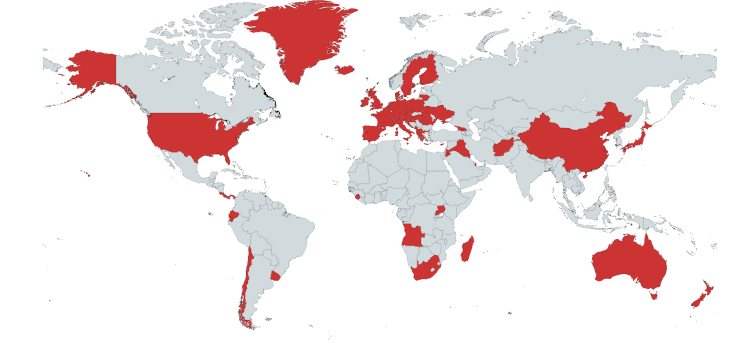
Ensemble des pays signataires au jour du 17 février 2021 du document de Montreux

Le document de Montreux est un accord entre pays à propos des obligations des SMP et des sociétés de sécurité privée. Il a été ratifié à Montreux en Suisse en septembre 2008. Le document fait la liste de 70 recommandations de "bonnes pratiques" comme le fait de vérifier les archives des sociétés, de mettre en place des procédures de justice lorsqu'il y a un non-respect des lois et conventions.
Le nom complet est "Document de Montreux sur les obligations légales pertinentes et bonnes pratique pour les États, en relation avec les États d'origine, les États territoriaux en conflit armé".
Plusieurs mesures définissent des obligations légales pour les compagnies, si ces principes s'appliquent à des conflits armés certains de ces principes sont à mettre en relation avec des situations non armées" ce document bien que signé n'apporte pas d'obligations légales.

## Statuts par pays

### États-Unis
Depuis 2004 et en vertu du Contractor Accountability Bill, les SMP basées aux États-Unis doivent obtenir une licence auprès du Defense Trade Control Office. La directive 3020.41 Contractor Personnel Authorized to Accompany the US Armed Force complète cette réglementation. Depuis 2007 et en vertu d'une révision du code unifié de justice militaire adopté par le Congrès, les contractors sont sous la juridiction de la Cour martiale s'ils contreviennent aux règles d'engagements ou sont impliqués dans des activités délictuelles ou criminels. Les contrats liant des SMP au département à la Défense sont visés par le Defense Trade Control Office ou, si le contrat dépasse les cinquante millions de dollars américains, par le Congrès.

### France

#### Vide juridique et définition du mercenariat floue
Depuis 2003, la France s'est dotée d'une loi sur les activités de mercenariat : la loi Alliot-marie (Loi n° 2003-340 du 14 avril 2003 renforcée en 2016) ; les sociétés militaires privées pourtant n'entreraient pas dans ce cadre, elles seraient dans un « vide juridique », bien qu'une loi de 1983 organise le secteur de la sécurité privée sur le territoire français. Le député PS Jean-Pierre Plancade déclarait lors des débats sur le projet de loi relatif à la répression de l’activité mercenaire : « les sociétés militaires privées peuvent organiser et assurer, à la demande d’un État ou d’une entreprise, des tâches de sécurité, de logistique, de renseignement, de formation des militaires, pour suppléer les forces gouvernementales à certaines occasions. Ces sociétés se distinguent par l’éventail des services qu’elles sont en mesure de proposer ».
Le rapport parlementaire 142 (2002-2003) rédigé par le sénateur LR Michel Pelchat pour la Commission des affaires étrangères stipule quant à lui que : « l'assistance et le conseil à une armée étrangère, y compris lorsqu'il émane d'intervenants privés, ne peuvent être assimilés au mercenariat. » Le rapport remis en février 2012 à la Commission de la défense de l'Assemblée nationale, et rédigé par les députés Christian Ménard (LR) et Jean-Claude Viollet (PS) préconise de soutenir l'activité des sociétés privées. Cette orientation est soutenue par le Secrétariat général de la Défense et de la Sécurité nationale (SGDN), missionné en 2010 par le président Sarkozy pour étudier les possibilités de « restructuration » du secteur.
Ce secteur concernerait actuellement une centaine de sociétés en France qui sont présentes sur le champ international. En 2010, 95 % du chiffre d'affaires du secteur (73 millions d'euros en 2010) aurait été réalisé par six SMP : ERYS GROUP, ANTICIP, GALLICE, GEOS, Risk and Co et Amarante.
Ce chiffre d'affaires est très inférieur à celui du secteur privé britannique (G4S, firme américano-britannique, pèse 8 milliards d'euros) et américain (ACADEMI anciennement Blackwater plus grande entreprise militaire privée du monde).
Aujourd'hui, les principales ESSD françaises sont, par ordre de chiffre d'affaires : Groupe GEOS (ADIT), Risk&Co, Amarante International, Erys Group et Æneas Groupe,. D'autres sociétés sont également renommées comme KB corporation, Anticip, Epee, Corpguard Defense ou Wincorp Security defense.
Cependant, peu d'entre elles ont réellement mené des missions de formation militaire. Sovereign Global, dans laquelle figurait l'ex-colonel des Troupes de Marine françaises Peer de Jong, a été liquidée en 2017 à la suite d'impayés de clients. Ces contrats passaient par leur filiale à Dubai. GALLICE, qui par le passé était adossée au Groupe Centaure, reprend une activité soutenue après une baisse de régime due à des problèmes juridiques et la mise en examen d'un de ses dirigeants. Cette affaire s'est conclue par un non-lieu.
Peu restent aussi totalement indépendantes ; une partie de leur capital est souvent détenue par des investisseurs : Geos est détenue par la famille Bru, et par les assurances Verspieren, Amarante est adossée au Groupe de gardiennage Seris, Erys Group est détenue en partie par un fonds bruxellois créé par l'ancien fondateur de GEOS (Stephane Girardin), Risk&Co par le fonds d'investissement de l'ancien ministre libéral Alain Madelin.

## Listes non exhaustives

### Sociétés actuelles
| Société                                               | Pays d'origine | Ville                    | Notes |
| ----------------------------------------------------- | -------------- | ------------------------ | --- |
| Groupe Wagner                                         | Russie         | Moscou                   | Activités en Afrique, en Ukraine, en Syrie et au Venezuela. |
| Academi / (ex-Blackwater, e-XE)                       | États-Unis     | Moyock, Caroline du Nord | Anciennement Blackwater Worldwide et Blackwater USA. Filiales : United States Training Center (centre d'entrainement de Moyock), Blackwater Target Systems (stand de tir), Blackwater Security Consulting (division protection), Blackwater K-9 (entrainement de chiens policiers, K9), Blackwater Airships LLC (soutien aérien), Blackwater Armored Vehicle (fabrication de véhicules blindés), Blackwater Maritime Solutions (sécurité maritime), Raven Development Group (construction), Aviation Worldwide Services (maintenance dans l'aviation), Greystone Limited (sécurité offshore), Total Intelligence Solutions (renseignement privé) |
| Aegis Defence Services                                | Royaume-Uni    |                          | Rachetée par la compagnie canadienne GardaWorld |
| Amarante International                                | France         | Paris                    | Fondée en 2007. |
| Æneas Groupe                                          | France         | Nanterre                 | Fondé en 2004. |
| Anticip                                               | France         | Levallois-Perret         | |
| CORPGUARD DÉFENSE                                     | France         | Lyon, Paris, Dubai       | Créée en 2006. |
| Défense Conseil International                         | France         | Paris                    | Société détenue majoritairement par l'état français jusqu'en 2024. ADIT Group.[réf. nécessaire] |
| GALLICE                                               | France         | Compiègne / Dublin       | Fondée en 2007 par des anciens cadres de la DGSE et du GIGN,. |
| GEOS/ Adit                                            | France         |                          | ADIT Group |
| KB Corporation                                        | France         | Paris, Lyon, Carcassonne | |
| Salamandre                                            | France         |                          | |
| ArmorGroup                                            | Royaume-Uni    | Londres                  | Filiale du groupe G4S. Membre de l'IPOA. |
| Beni Tal                                              | Israël         |                          | |
| GOST Security                                         | Canada         | Montréal                 | Société fondée en 2014 au Canada. |
| California Analysis Center, Incorporated (CACI)       | États-Unis     | Arlington, Virginie      | |
| Combat Support Associates                             | États-Unis     |                          | Filiale : CSA Ltd. |
| Control Risks Group                                   | États-Unis     |                          | |
| Custer & Battle                                       | États-Unis     |                          | |
| PMCSI Ltd                                             | Royaume-Uni    | Londres                  | Filiale du groupe CBI UK « Criminal Bureau of Investigation and CBI Central Bureau of Intelligence ». |
| DynCorp International                                 | États-Unis     | Falls Church, Virginie   | Appartient à Cerberus Capital Management depuis avril 2010. |
| Earthwind Holding Corporation (EHC)                   | États-Unis     |                          | Basée avant 2004 au Luxembourg |
| Erinys                                                | Royaume-Uni    |                          | |
| IFS2I Consulting LLC                                  | États-Unis     |                          | Société fondée en janvier 2010 |
| Hart Security Limited                                 | Royaume-Uni    |                          | |
| Kellogg, Brown and Root (KBR)                         | États-Unis     |                          | |
| Kroll                                                 | États-Unis     |                          | |
| Landmark Support Service                              | États-Unis     |                          | |
| Logicon                                               | États-Unis     |                          | |
| Meteoric Tactical Solutions                           | Afrique du Sud |                          | |
| Military Professional Ressources Incorporated (MPRI)  | États-Unis     |                          | |
| Nearest Security Services                             | États-Unis     |                          | |
| Northbridge Services                                  | Royaume-Uni    |                          | |
| Ronin Security Group                                  | Suisse         |                          | |
| Saladin                                               | Royaume-Uni    |                          | Ex-KMS |
| Science Applications International Corporation (SAIC) | États-Unis     | La Jolla, Californie     | |
| SY Coleman                                            | États-Unis     |                          | |
| Titan Corporation                                     | États-Unis     |                          | |
| Triple Canopy, Inc.                                   | États-Unis     | Herndon, Virginie        | |
| 3D Global Solutions                                   | États-Unis     |                          | |
| AQMI Strategy Corp                                    | États-Unis     | Orlando,Floride          | |
| C3 Defense Inc.                                       | États-Unis     |                          | "Formation des forces locales et milice privée, sécurité des sites armés, besoins en matière de sécurité en zone de guerre, surveillance, soutien armé et soutien aérien" |
| Critical Intervention Services                        | États-Unis     | Clearwater,Floride       | Services de protection et d’enquête aux entreprises, aux gouvernements et aux particuliers a l'international. |
| Bullet-K                                              | Corée du sud   | Séoul                    | |

### Sociétés disparues
- Sandline International,  Royaume-Uni
- Vitruve Defence and Security,  France, a fait faillite pour cause de mauvaise gestion.

## Notoriété médiatique

### Critiques

Logo de Xe Watch, association américaine surveillant les activités des SMP.

Les sociétés militaires privées sont souvent critiquées depuis quelques années ; aux États-Unis, des associations, comme Xe Watch, se sont constituées pour surveiller leurs activités et informer l'opinion publique. Le milieu militaire est aussi réticent à l'usage de sociétés militaires privées, notamment en Europe.
Selon un rapport de la commission dirigée par le parlementaire américain démocrate Henry Waxman rendu en 2007, les employés de la SMP Blackwater (maintenant devenue Academi après avoir été Xe) ont été impliqués dans 195 fusillades en Irak depuis 2005. Dans 84 % des cas, la SMP a ouvert le feu en premier.
Dans un article paru dans Armées d'aujourd'hui en juillet 2004, le chef d'état-major des armées (CEMA), l'ex général-major chef des armées Française Henri Bentégeat déclarait : « Cette question [des sociétés militaires privées] est assez délicate et évolue très vite. La plupart sont des sociétés qui ont pignon sur rue, qui sont contrôlables, contrôlées et qui peuvent rendre des services que les armées ne peuvent pas rendre pour des raisons diverses ; certaines, malheureusement, n’ont pas un code éthique suffisant. »

### Affaires connexes
- En Bosnie-Herzégovine, en 1999, des employés de la SMP DynCorp International ont été mêlés à des affaires douteuses comme le trafic d'armes et le trafic d'adolescentes.
- En Irak, en 2003 et 2004, des employés de la SMP CACI International, Inc ont été liés aux allégations de torture dans la prison d'Abou Ghraib alors qu'ils étaient en intervention.
- En Irak, le 16 septembre 2007[52], une fusillade impliquant Blackwater a tué dix-sept civils irakiens dans le square Nisour de Bagdad, à quelques mètres de l'ambassade des États-Unis ; c'est cette fusillade qui a fait perdre le contrat de protection de ladite ambassade en 2009[7].